# Maysville (Kentucky)
Maysville és una població dels Estats Units a l'estat de Kentucky. Segons el cens del 2000 tenia 8.993 habitants.

## Demografia
Segons el cens del 2000, Maysville tenia 7.323 habitants, 3.856 habitatges, i 2.406 famílies. La densitat de població era de 174,4 habitants/km².
Dels 3.856 habitatges en un 27,8% hi vivien nens de menys de 18 anys, en un 45,5% hi vivien parelles casades, en un 14% dones solteres, i en un 37,6% no eren unitats familiars. En el 33,7% dels habitatges hi vivien persones soles el 16,7% de les quals corresponia a persones de 65 anys o més que vivien soles. El nombre mitjà de persones vivint en cada habitatge era de 2,25 i el nombre mitjà de persones que vivien en cada família era de 2,85.
Per edats la població es repartia de la següent manera: un 22,7% tenia menys de 18 anys, un 8,1% entre 18 i 24, un 26,6% entre 25 i 44, un 23,5% de 45 a 60 i un 19,1% 65 anys o més.
L'edat mediana era de 40 anys. Per cada 100 dones de 18 o més anys hi havia 80,7 homes.
La renda mediana per habitatge era de 27.813 $ i la renda mediana per família de 37.684 $. Els homes tenien una renda mediana de 31.975 $ mentre que les dones 20.775 $. La renda per capita de la població era de 16.836 $. Entorn del 14,4% de les famílies i el 18,9% de la població estaven per davall del llindar de pobresa.

## Poblacions més properes
El següent diagrama mostra les poblacions més properes.